# Мазуровка (приток Большой Камышной)
Мазуровка — река в России, протекает по Кемеровскому и Топкинскому районам Кемеровской области.
Устье реки находится в 25 км по правому берегу реки Большая Камышная. Длина реки составляет 14 км.

## Данные водного реестра
По данным государственного водного реестра России относится к Верхнеобскому бассейновому округу, водохозяйственный участок реки — Томь от города Новокузнецк до города Кемерово, речной подбассейн реки — Томь. Речной бассейн реки — (Верхняя) Обь до впадения Иртыша.